# Џингереберова џамија
Џингереберова Џамија (арапски: مسجد دجينجيربر) у Тимбуктуу је познати центар за учење у Малију саграђен 1327. године, који се на разним језицима наводи као Дјингаребер или Џингеребер. Његов дизајн је акредитован за Абу Исхака Ал Сахелија коме је Муса I од Малија, цар Малијског царства, платио 200 килограма злата. Разумнија анализа сугерише да је његова улога, ако је уопште постојала, била прилично ограничена.

## Изглед и значај
Осим мањег дела северне фасаде, која је шездесетих година прошлог века ојачана. Џингереберова џамија је у потпуности направљена од земље и органских материјала као што су влакна, слама и дрво. Има три унутрашња дворишта и двадесет пет редова стубова поређаних у правцу исток-запад и молитвени простор за 2.000 људи. Џингеребер је једна од четири медресе које чине Универзитет у Тимбуктуу. Уписан је на Унескову листу светске баштине 1988. године, а 1990. године се сматрало да је угрожено због продирања песка. Четворогодишњи пројекат рестаурације и рехабилитације џамије почео је у јуну 2006. године.

## Инцидент 2010. године
Дана 26. фебруара 2010. године, током Мавлуда (фестивал поводом годишњице рођења пророка Мухамеда), у џамији је погинуло око 26 људи,  а повређено је најмање 55 других – углавном жена и деце.

## Напад 2012. године
Првог јула 2012. милитантни исламисти Ансар Дине („бранитељи вере“) почели су да уништавају гробнице Тимбуктуа .Након што их је УНЕСКО ставио на листу угрожених места светске баштине. Седам од укупно шеснаест древних муслиманских светилишта у Тимбуктуу су хтели да униште, укључујући две гробнице у џамији. Користећи мотике и пијуке, закуцавали су два земљана гроба све док нису потпуно уништени“. Штета на самој џамији је, међутим, била минимална.